# Общество художников и любителей изящных искусств Степного края
Общество художников и любителей изящных искусств Степного края (ОХЛИИСК) — общественная организация, созданная в Омске в 1916 году. С возникновения этой общественной организации берёт своё начало организованная художественная жизнь Омска. В зарегистрированном уставе организации, помимо общего развития искусств в крае, ставилось целью создание Художественного училища имени М. А. Врубеля и музея при нём. Общество известно своими конкурсами и выставками, одной из крупнейших стала весенняя выставка в апреле 1919. Деятельность общества была прекращена в ноябре 1919, после занятия Омска Красной армией.

## Устав и список членов
Зарегистрированный губернатором Акмолинской области 23 мая 1916 года, устав перечисляет следующие цели общества:
1. объединение художников Степного края и любителей изящных искусств на почве художественных интересов;
2. устройство художественно-промышленной школы, которую планировалось назвать именем М. А. Врубеля, уроженца Омска;
3. распространение художественных идей в широкой публике путём организации постоянных и передвижных выставок, публичных заседаний Общества с чтением докладов по художественной вопросам, лекций об искусстве и художественных изданий;
4. изучение художественного творчества местного населения, охрана памятников художественной старины и устройство экскурсий в этих целях;
5. устройство художественно-промышленного музея с библиотекою по отрасли художеств и искусства;
6. оказанием материальной помощи нуждающимся художникам и ученикам художественной школы путём устройства ссудо-сберегательной кассы[1].

| Список членов ОХЛИИСК на момент регистрации (1916) |
| --- |
| - А. ?. Алымов — ученик студии, участник выставок - П. Ю. Арндт — известный исследователь лесов Сибири, деятельный член ЗСО ИРГО, член правления общества - Е. В. Архангельская — врач - К. ?. Балтгайлис — участник выставок - В. В. Барышцев — начальник Акмолинского управления земледелия и государственных имуществ, член правления общества - Е. К. Белевич — военный инженер Управления Омской железной дороги - Ф. Д. Васин — счетовод Акцизного управления - Г. Г. Варман — врач - В. Ф. Винклер — чешский скульптор, преподаватель рисовальных классов общества - И. В. Волков — художник - П. В. Вологодский — товарищ председателя Судебной палаты, коллекционер, участник выставок - И. ?. Волянский — ученик студии, участник выставок - Н. А. Гогниев — врач - Б. А. Дормидонтов — художник-любитель - В. В. Едличко — заместитель председателя Омской Судебной палаты, председатель общества, коллекционер - ?. ?. Иващенко — участник выставок, художник-любитель. - В. И. Ишерский — врач - ?. ?. Ковлер — коллекционер, участник выставок - А. Н. Клементьев — инициатор создания общества, художник, руководитель студии - Е. ?. Клементьев — ученик студии, участник выставок - А. П. Колчин — преподаватель рисования Землемерного училища, участник выставок - И. К. Куртуков — художник - А. В. Линецкий — архитектор, участник выставок - Н. ?. Мамонтов — ученик студии, участник выставок - А. М. Матвеев (Громов) — участник выставок - Н. П. Молочников — художник - И. З. Нерер — участник выставок - Т. Ф. Николаев — управляющий Контрольной палатой - А. Е. Новоселов — литератор - С. Л. Окулич-Казаринов — присяжный поверенный - Н. Д. Павлов — начальник военно-топографического отдела - М. А. Подгоричани — председатель Окружного суда - А. М. Рандруп — коллекционер, участник выставок - В. С. Розова — участник выставок, художник-любитель - А. А. Скороходов — управляющий Сибирским банком - Е. Т. Симбирцев — участник выставок, художник-любитель - М. ?. Смирнов — ученик студии, участник выставок - А. С. Сорокин — счетовод, писатель, участник выставок, коллекционер - А. С. Спасский — присяжный поверенный - В. ?. Тронов — ученик студии, участник выставок - Б. В. Трувеллер — заведующий лесными складами Переселенческого управления, член правления общества, художник-любитель. - А. И. Тычина — участник выставок - В. ?. Уфимцев — ученик студии, участник выставок - Н. В. Феоктистов — литератор - А. Г. Франк — маклер Омской биржи - В. Ф. Францкевич-Иванова — художник - О. Я. Хворинова — педагог - Н. И. Чуловский — врач - Б. ?. Шабля-Табулевич — ученик студии, участник выставок - Н. Г. Яцкина — педагог |

## Деятельность

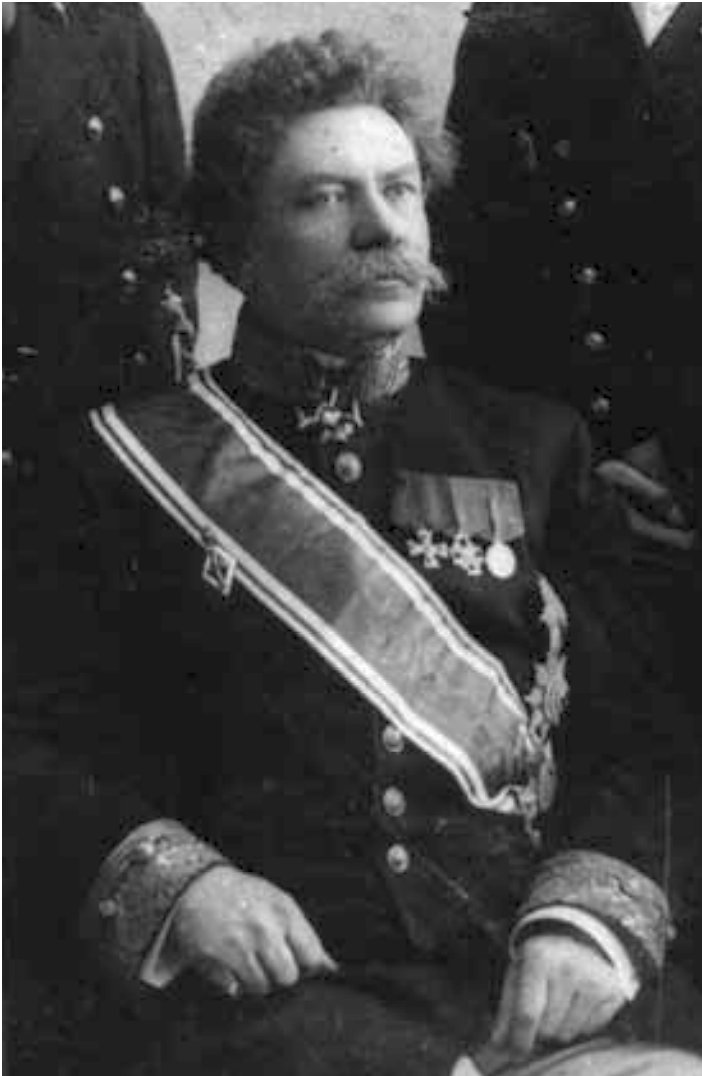
В. В. Едличко (1857—1919)
Старший председатель Омской Судебной палаты (с 1912). Меценат, собиратель произведений искусства. Учредитель и председатель правления ОХЛИИСК до 1919 года.

Члены будущего общества начали свою деятельность ещё в начале XX века под эгидой Восточно-Сибирского отделения Русского географического общества: проводились совместные занятия по рисованию и живописи, устройство выставок, чтение лекций.
Начавшись как частная инициатива нескольких меценатов и любителей искусств, Общество получило официальный статус в 1916 году. В начале июня прошли выборы правления. Изначально в его составе правления:
| - П. Ю. Арндт - В. В. Барышцев - И. В. Волков - В. В. Едличко - В. Ф. Францкевич-Иванова - А. Н. Клементьев - Б. В. Трувеллер |

Председателем правления был единогласно избран Вячеслав Вячеславович Едличко, юрист, кандидат права, с 1912 — председатель Омской Судебной палаты. Меценат и собиратель произведений искусства, он лично финансировал деятельность Общества, а перед смертью в 1919 завещал всё своё собрание будущему музею.
После смерти Едличко в январе 1919 место председателя Общества занял Борис Владимирович Трувеллер. Энергичный предприниматель, организатор лесопромышленного дела в Сибири, он одновременно был художником-любителем и меценатом.
По структуре Общество было более «клубом по интересам», нежели объединением профессионалов. В него входили местные художники, коллекционеры, меценаты и просто неравнодушные к искусству люди. В разное время в составе Общества было 50—70 постоянных членов.

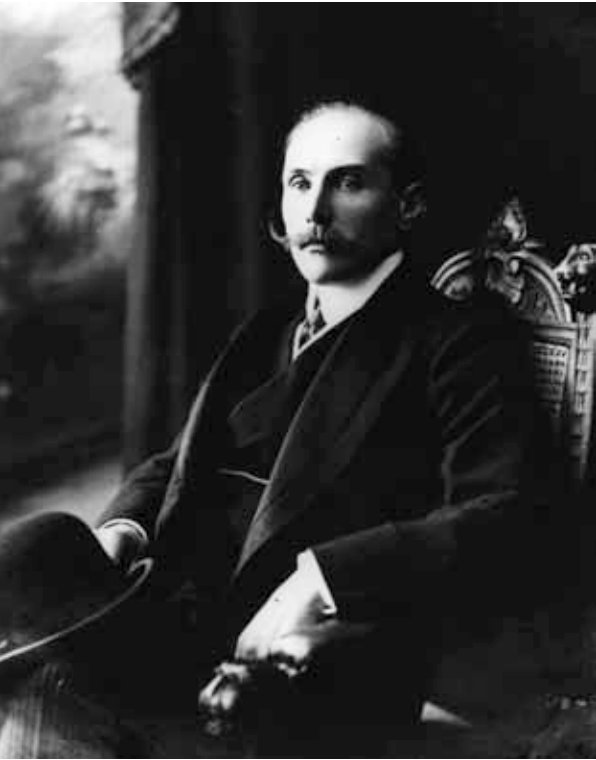
Б. В. Трувеллер (1873?—1925)
Лесопромышленник, художник-любитель, председатель правления ОХЛИИСК в 1919.

Собрания Общества проводились в здании Общественного собрания в центре Омска (ныне ул. Ленина, 25). Это здание, построенное в 1859 году, теперь отнесено к памятникам истории и архитектуры XIX века, но находится в полуразрушенном состоянии.
Основной формой работы были выставки. Первая выставка открылась в октябре 1916 года, где были представлены работы профессионалов, любителей и экспонаты из собраний коллекционеров. Например, писатель Антон Сорокин выставил 13 работ В. Эттеля.
Именно в Обществе родилась идея создания в городе художественного училища, и были предприняты первые практические шаги для её осуществления. С этой целью в 1917 году был проведён Художественный бал для сбора средств на организацию художественно-промышленного училища (школы) и музея. Уже после революции это начинание будет воплощено в создании в 1920 году Художественно промышленного училища, впоследствии Художественно промышленного техникума им. М. А. Врубеля. Другим шагом на пути создания училища стала организация художественных курсов, директором которых был А. Н. Клементьев. Преподавали И. В. Волков (младшее отделение), Н. К. Молочников (средняя группа), А. Н. Клементьев (пластанатомия), В. Ф. Винклер (лепка), И. К. Куртуков (живопись, старшая группа).
В краткий период правления Центросибири в 1918 году Общество сотрудничало с отделом по Народному образованию при Совдепе.
В феврале 1919 года, в правление Российского правительства А. В. Колчака, Общество провело конкурс на проекты Российского государственного герба и орденов «Возрождение России» и «Освобождение Сибири».
Последним ярким событием в деятельности Общества была весенняя выставка 1919 года, на которой было около 50 участников и 400 произведений. Выставка открылась 24 апреля в здании Политехнического института. Помимо произведений современных художников, в отдельном зале были выставлены проекты государственного герба.
14 ноября 1919 года Омск был занят войсками Красной армии. К этому же времени относится прекращение деятельности Общества.

## Конкурс и весенняя выставка 1919 года

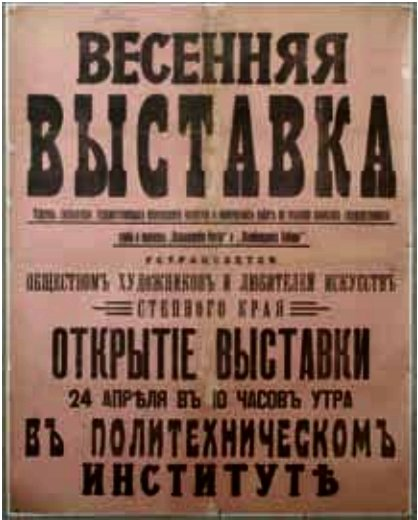
Объявление об открытии весенней выставки 24 апреля 1919.